# Sebesültek Érme
A sebesültek érme (németül: Verwundetenmedaille); az Osztrák–Magyar Monarchia katonai kitüntetése volt.
IV. Károly király által 1917-ben alapított sebesülési emlékérem, amelyet az első világháborúban során szerzett hadi sebesülésekért adományozták rendfokozattól függetlenül. A Károly-csapatkereszttel egyetemben a sebesülési érem minden katona számára adható volt.

## Leírása
A 39 mm-es átmérőjű, cinkből készült kör alakú érem. Közepén IV. Károly király jobbra fordított arcmásával díszített, alatta keresztbe tett babérlevelek díszítik. Az alapító domborműve felett pedig a CAROLVS szó olvasható. Az érem hátoldalán a latin LAESO MILITI (A sebesült katona számára) található és az alapítás évszáma MCMXVIII (1918).
A sebesültek érme szalagjának 2 mm-es vörös csíkjai azokat az alkalmakat jelképezték, amikor a harcosok vérüket adták a küzdelemben, és az általános elismerés mellett komoly juttatásokat is jelentett azon tulajdonosainak, akik a háborúban valamilyen szinten megrokkantak. Ez utóbbiak jogosultságukat 1932-től már a szalagra tűzhető vagy önmagában is viselhető hadirokkant jelvénnyel is jelezhették. Maga a szalag 4 mm széles vörös szegélyezésű, szürkés-zöldes alapszínű háromszögben összehajtott szalag.

Sebesültek Érmének szalagsávjai
hadirokkant (invalidus)
egy sebesülés
két sebesülés
három sebesülés
négy sebesülés
öt sebesülés